# Massaker von Fântâna Albă

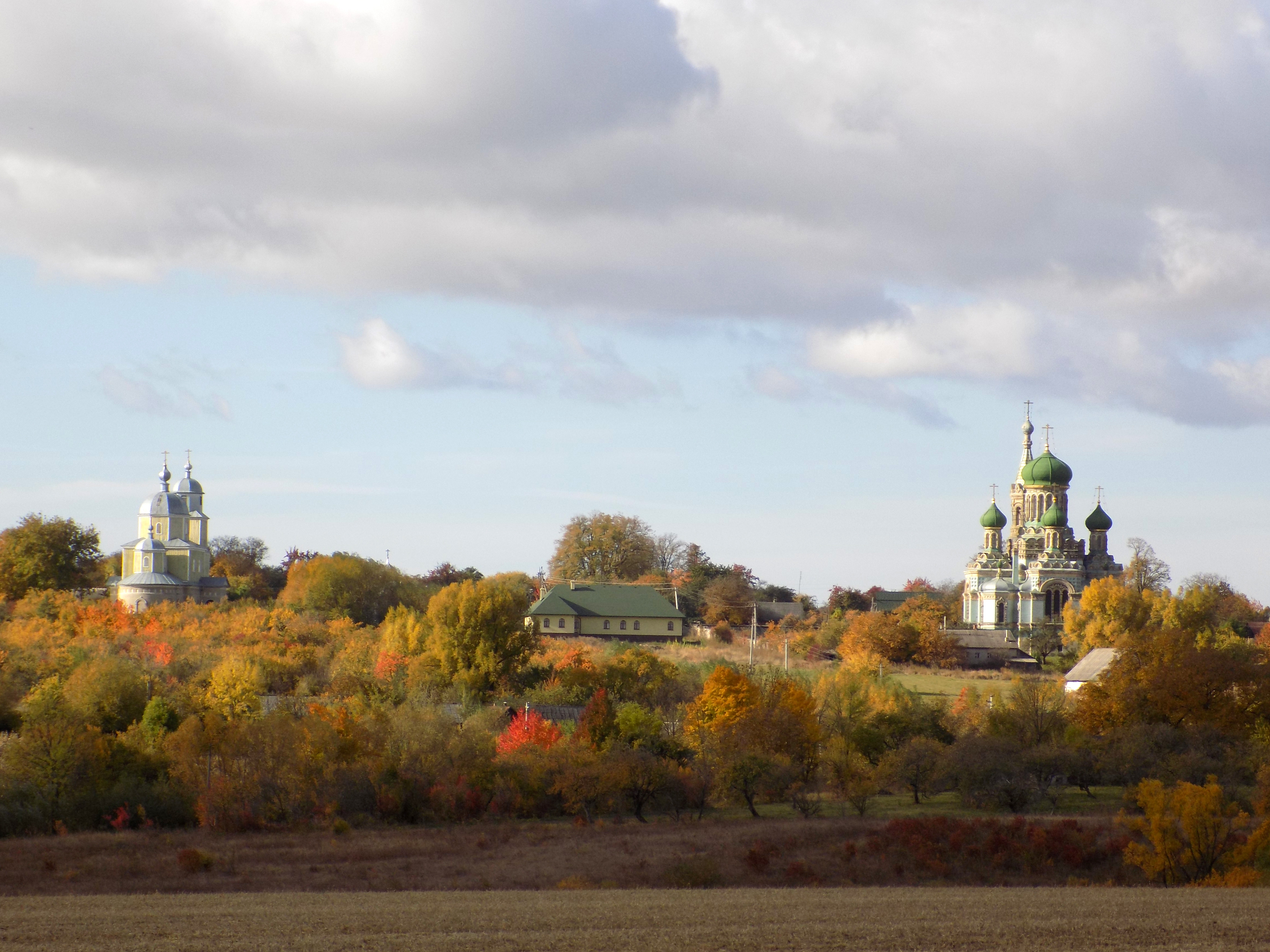
Blick auf das heutige Bila Krynyzja

Das Massaker von Fântâna Albă ereignete sich am 1. April 1941 in der Nordbukowina, als ungefähr 3000 Rumänen bei dem Versuch, die Grenze von der Sowjetunion nach Rumänien in der Nähe des Dorfes Fântâna Albă (heute Bila Krynyzja, Oblast Tscherniwzi, Ukraine) zu überqueren, von sowjetischen Grenztruppen erschossen wurden. Einige Quellen bezeichnen dieses Massaker auch als „das rumänische Katyn“.

Die Trennung der Bukowina nach dem 28. Juni 1940

Im Jahr 2011 verabschiedete die rumänische Abgeordnetenkammer ein Gesetz, das den 1. April zum Nationalfeiertag einführte, um der rumänischen Opfer der Massaker in Fântâna Albă und anderer Gebiete, der Deportationen, des Hungers und anderer Formen der vom Sowjetregime organisierten Unterdrückung zu gedenken.

## Hintergrund
1940 musste Rumänien nach einem im Juni desselben Jahres gestellten Ultimatum ein von über 3 Millionen Menschen bewohntes Gebiet der Nordbukowina an die Sowjetunion abtreten (siehe Bukowina Zweiter Weltkrieg). Sobald die rumänische Verwaltung und Armee evakuiert waren, besetzten Truppen der Roten Armee und des NKWD das Gebiet. Viele Familien wurden von der schnellen Abfolge der Ereignisse überrascht und hatten Mitglieder auf beiden Seiten der neuen Grenze. Daher versuchten viele, die Grenze zu überqueren, mit oder ohne offizielle Genehmigung. Nach offiziellen sowjetischen Angaben hatten in dem von der 97. Einheit der sowjetischen Grenztruppen patrouillierten Gebiet 471 Personen illegal die Grenze aus den Bezirken Hlyboka, Herza, Putyla und Storoschynez überschritten. Die dieser Einheit zugewiesene Zone erstreckte sich von der Grenze bis etwa 7,5 km (4,7 Meilen) südlich von Czernowitz. Aus den abgelegeneren Gebieten der Oblast Tscherniwzi (dem nördlichen Teil der Gebiete, die nun zur UdSSR gehörten), wie den Bezirken Waschkiwzi, Sastawna, Nowoselyzja, Sadagura und Czernowitz überquerten 628 Menschen die Grenze, um Zuflucht zu finden in Rumänien. Dieses Phänomen zog sich durch alle ethnischen und sozialen Gruppen in den besetzten Gebieten. Ein ukrainischer Gelehrter schätzte die Zahl der Flüchtlinge nach Rumänien im ersten Jahr der Sowjetverwaltung auf 7000. Die Reaktion der sowjetischen Behörden auf dieses Phänomen war zweigeteilt. Erstens wurden die Bemühungen der Grenzpatrouille verstärkt. Zweitens wurden Listen von Familien erstellt, die ein oder mehrere Mitglieder hatten, die nach Rumänien geflohen waren und daher als „Vaterlandsverräter“ galten und daher der Deportation aus dem Arbeitslager ausgesetzt waren. Am 1. Januar 1941 wurden in den Listen der 97. Einheit des sowjetischen Grenzschutzes 1.085 Personen erwähnt. Tabellen für andere Orte enthielten Namen für 1.294 Personen (am 7. Dezember 1940). Zu diesem Zeitpunkt wurden auch Personen erfasst, die lediglich im Verdacht standen, nach Rumänien fliehen zu wollen.
Am 19. November 1940 versuchten 40 teils bewaffnete Familien aus dem Dorf Sutscheweny die Grenze bei Fântâna Albă zu überqueren. In der Nacht kam es zu einer Auseinandersetzung mit den sowjetischen Grenzschutzbeamten, bei der 3 Menschen getötet, 2 verwundet und von den Sowjets gefangen genommen wurden, während der Rest der Gruppe in Rădăuți auf der anderen Seite ankam. Im Januar 1941 überquerten über 100 Dorfbewohner aus Mahala, Ostryzja, Horetscha und anderen Dörfern erfolgreich die Grenze. Dies motivierte auch andere Menschen. Infolgedessen versuchte eine Gruppe von über 500 Menschen aus den umliegenden Dörfern in der Nacht des 6. Februar 1941 nach Rumänien zu gelangen. Sie waren jedoch den Behörden gemeldet worden und wurden um 06:00 Uhr von den Grenzschutzbeamten entdeckt. Salven von Maschinengewehrfeuer aus mehreren Richtungen führten zu zahlreichen Toten. Etwa 57 Personen gelang es, Rumänien zu erreichen, 44 weitere wurden festgenommen und als „Mitglieder einer konterrevolutionären Organisation“ vor Gericht gestellt. Am 14. April 1941 verurteilte das Kiewer Militärbezirksgericht 12 von ihnen zum Tode, während die anderen 32 zu jeweils 10 Jahren Zwangsarbeit und 5 Jahren Verlust der Bürgerrechte verurteilt wurden. Wie schon zuvor wurden auch alle Familienmitglieder dieser „Vaterlandsverräter“ festgenommen und nach Sibirien deportiert.

## Das Massaker
Im April 1941 machten sich etwa 2000 bis 2500 bzw. 3000 Menschen aus mehreren Dörfern der Region in Richtung der neuen sowjetisch-rumänischen Grenze auf den Weg. Es kursierten Gerüchte, dass die Sowjets das Grenzüberschreiten erlauben würden. Nachforschungen ukrainischer Historiker deuten darauf hin, dass solche Gerüchte vom rumänischen Geheimdienst verbreitet wurden, die Agenten über die sowjetische Grenze geschickt hatten. Die sowjetischen Grenzsoldaten versuchten mehrmals, die Gruppe zurückzudrängen, gaben eine letzte mündliche Warnung ab und feuerten Schüsse in die Luft ab, als die Menschen in Varnystia ankamen. Nachdem der Konvoi weitergefahren war, begannen die Grenzsoldaten zu schießen, Berichten zufolge, nachdem einige Mitglieder der Gruppe geschossen hatten. Laut dem offiziellen sowjetischen Bericht beliefen sich die Opferzahlen auf 44 Personen, obwohl die Zahlen laut Zeugenaussagen Überlebender deutlich höher waren.

## Wirkung

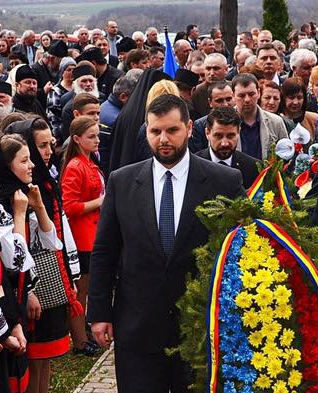
Minister Dan Stoenescu bei der Gedenkzeremonie in Fântâna Albă im Jahr 2016

Zwischen 1940 und 1941 wurden zwischen 11.000 und 13.000 Bukowiner (hauptsächlich, aber nicht nur ethnische Rumänen) nach Sibirien und in den Gulag deportiert, 1.421 von ihnen starben in den Lagern. Infolge von Auswanderung, Deportationen und Morden ging die rumänische Bevölkerung der Region Czernowitz zwischen der rumänischen Volkszählung von 1930 und der ersten sowjetischen Volkszählung von 1959 um mehr als 75.000 zurück. Es wurde behauptet, dass diese Verfolgungen Teil eines Programms zur vorsätzlichen Vernichtung waren, geplant und ausgeführt vom Sowjetregime. Laut dem ukrainischen Politikwissenschaftler Marin Gherman hatten die sowjetischen Narrative über das Massaker von Fântâna Albă zwei Hauptziele – die Details des Massakers zu verschleiern und die Tat als eine Aktion der rumänischen und deutschen Geheimdienste darzustellen. Gherman weist darauf hin, dass diese Narrative bis heute andauern: Im März 2021 veröffentlichte man auf der Facebookseite der Verwaltung von Czernowitz ein Video über das Massaker, in dem es heißt, dass in Fântâna Albă nur 50 Menschen getötet worden seien und die Aktion „ein geplanter und vorsätzlicher Akt des Widerstands des rumänischen Geheimdienstes gegen die Einwohner der Bukowina“ gewesen sei. Dieser Behauptung widersprach Eugen Tomac und bezeichnete sie als inakzeptabel. Die Produzenten des Videos hätten sich von Stalins Thesen inspirieren lassen. Anlässlich des Jahrestages des Massakers findet in den letzten Jahren in Fântâna Albă eine Gedenkzeremonie statt, so in den Jahren 2016 und 2024.